# 2020 PP1
2020 PP1 est un astéroïde Arjuna. Depuis 1959 et jusqu'en 2023, il est quasi-satellite de la Terre. Avant 1959 et après 2023, il était et sera sur une orbite en fer à cheval par rapport à la Terre.